# Pascal Jaccard
Pascal Jaccard (Sursee, 3 gennaio 1964) è un ex ciclista su strada svizzero, professionista dal 1986 al 1991.

## Carriera
Esordì tra i professionisti nel 1985. I suoi principali successi sono stati il Giro del Mendrisiotto nel 1990 e il Gran Premio di Lugano nel 1991; conclusa quell'annata decise di ritirarsi. 

## Palmarès
- 1990

Giro del Mendrisiotto
- 1991

Gran Premio di Lugano

### Altri successi
- 1989

3ª tappa Ostschweizer Rundfahrt (Wetzikon > Sciaffusa)